# Pedipalper

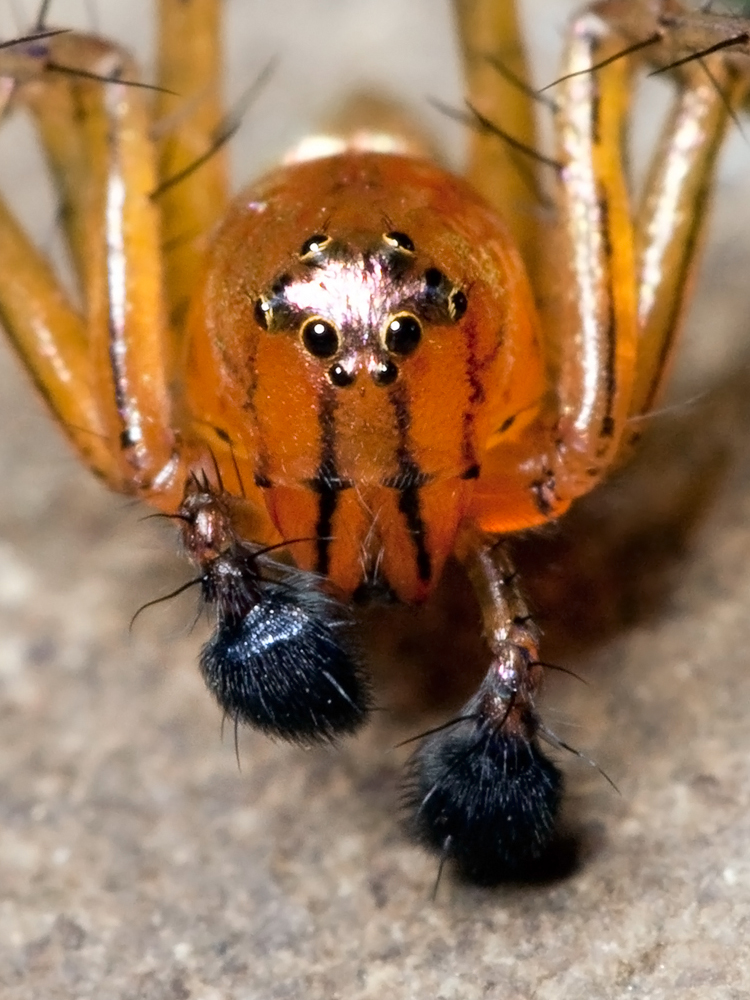
Oxyopes salticus, hane, som visar upp sina pedipalper

Pedipalper är det andra paret extremiteter hos palpkäkar (det första paret är chelicererna). Pedipalperna är försedda med känselorgan och sitter nedanför munnen. De kan likna ben eller klor och utöver att vara viktiga känselorgan kan de även ha andra mer specialiserade funktioner. 
Hos spindlar är pedipalperna benliknande och hanarna använder sina pedipalper för att föra över sperma till honorna. Skorpioner och klokrypare har gripklor längst ut på sina pedipalper, som kan användas till att fånga bytet och hålla fast dem med. 